# 112 quejas sobre los franceses
112 quejas sobre los franceses (en inglés: 112 Gripes About the French) fue un manual de 1945 emitido por las autoridades militares de los Estados Unidos para el personal alistado que llegaba a Francia después de la Liberación. Estaba destinado a aliviar la creciente tensión entre el ejército estadounidense y los lugareños.
La euforia de la victoria sobre Alemania duró poco, y pocos meses después de la Liberación, las tensiones comenzaron a aumentar entre el personal militar francés y estadounidense estacionado en el país, y los primeros vieron a los segundos como arrogantes y queriendo hacer alarde de su riqueza, y el segundo vio al primero como orgulloso y resentido. Las peleas se desataban con más frecuencia y surgían temores, incluso entre los altos funcionarios, de que la situación eventualmente condujera a un colapso del orden civil.
Se ha vuelto a publicar en los Estados Unidos (ISBN 1-4191-6512-7), y en Francia bajo el título "Nos amis les Français" ("Nuestros amigos los franceses"), ISBN 2-7491-0128-X.

## Contenido
El manual se presenta en forma de 112 preguntas con sus respuestas. Está diseñado para dar respuesta a las quejas de los soldados estadounidenses que descubrieron en Francia una sociedad en la que todo era diferente y que les provocaba problemas de adaptación. El propósito del manual es ayudar a los soldados a comprender el miserable estado de Francia después de una brutal ocupación militar de cinco años. La obra menciona las contribuciones de los franceses a la guerra, las artes, las ciencias e incluso la historia de Estados Unidos, para convencer a los soldados de que había más similitudes entre franceses y estadounidenses que diferencias.
En el libro se menciona que, según los soldados estadounidenses, los franceses son cínicos, perezosos, no son inventivos y comen ranas. También cuenta sobre  la falta de higiene que los soldados estadounidenses reprochan a los franceses y que les explica el manual: "porque no tienen jabón desde 1940, porque la guerra bajó considerablemente su nivel de vida y porque eso les hizo imposible pagar una plomería decente”.
El manual también pretende dar respuesta a preguntas sobre la supuesta fuerte presencia de prostitutas en las ciudades francesas, denunciada por los soldados en su correspondencia: y explica que muchas de ellas no pueden vivir solo de su salario.